# Nihal Singh
Nihal Singh (Dholpur, 4 maggio 1863 – Dholpur, 20 luglio 1901) fu maharaja di Dholpur dal 1873 al 1901.

## Biografia
Nihal Singh nacque il 4 maggio 1863, figlio di Kulender Singh e successore di Bhagwant Singh alla sua morte nel 1873, col titolo di maharaja di Dholpur. All'epoca della sua ascesa al trono, Nihal Singh era ancora minorenne e pertanto gli venne affiancato un consiglio di reggenza che governò de facto per lui fino al 1884 quando gli vennero concessi i pieni poteri.
Studiò sotto tutoraggio di sua madre, la quale era figlia di Narender Singh, maharaja di Patiala. Successivamente studiò lingua inglese per due anni tra il 1873 e il 1874, apprendendo anche il sanscrito, l'hindi e il persiano. Nel 1876 si recò in visita al principe di Galles a Delhi.
Buon cavaliere, di lui si racconta che un giorno affiancò a cavallo un treno e riuscì addirittura a superarlo per quanto questo corresse alla massima velocità. Come ricompensa, ottenne in dono il treno. Nihal Singh fondò diversi ospedali, espanse strade e ferrovie nel suo regno e migliorò i collegamenti. Si dedicò anche alla ristrutturazione di costruzioni già esistenti e del sistema idrico della città di Dholpur.
Fedele agli inglesi, inviò le proprie truppe per la campagna di Tirah ed ottenne per questo la nomina a compagno dell'Ordine del Bagno e la India Medal.
Nihal Singh sposò la figlia secondogenita di Shah Dev Singh di Pandriganeshpur a Lahore il 30 aprile 1879.
Morì nel 1901 e fu succeduto da Ram Singh.